# Ростиславов, Николай Иванович
Николай Иванович Ростиславов (род. 14 марта 1823, село Шеянки, Касимовского уезда, Рязанской губернии) — тайный советник, магистр С.-Петербургской Духовной Академии; сын священника Рязанской Епархии.

## Биография
Окончив в 1843 году курс Рязанской духовной семинарии, он в том же году поступил в Санкт-Петербургскую духовную академию и, окончив курс последней в 1847 году 9-м магистром, был в том же году назначен профессором Казанской духовной семинарии по церковной истории, гражданской всеобщей истории, русской истории и немецкому языку.
В 1851 году перешёл на гражданскую службу — в Самарскую палату гражданского суда, в 1853 году — в Рязанскую палату гражданского суда, затем в канцелярию Рязанского прокурора, а в 1856 году — в канцелярию І отделения 5-го департамента Правительствующего сената.
Не имея специального юридического образования, Ростиславов поступил вольнослушателем в Санкт-Петербургский университет, по Юридическому Факультету. Подготовленный, таким образом, опытом и специальным юридическим образованием, Ростиславов в 1863 году поступал в канцелярию Морского министерства на должность младшего помощника делопроизводителя, а в 1866 году занял должность делопроизводителя по светскому отделению Министерства, в которой и состоял до 1886 года. В этом году он был назначен председателем комиссии по пересмотру и окончанию работ бывшего Кодификационного управления по составлению «Свода морских постановлений», в каковой должности и состоял до самой смерти.
В конце 1887 года болезнь, которою он страдал (рак желудка), настолько усилилась, что он не мог уже выезжать из дому, но не переставал работать над делами комиссии, закончив их в январе 1888 года, а 28 марта того же года скончался; погребён на Никольском кладбище Александро-Невской лавры.

## Семья
В литературе имя его известно, как издателя посмертных трудов его брата, Д. И. Ростиславова, а особенно автобиографии последнего, помещенной им в «Русской Старине».

## Труды
Ему принадлежит статья «О заштатных чиновниках», напечатанная в «Русском Вестнике» за 1860 г., № 10.
Магистерское сочинение Ростиславов писал на тему: «Опыты объяснения VI—VIII глав послания св. апостола Павла к Римлянам».